# Jin Boyang
Jin Boyang (chinesisch 金博洋, Pinyin Jīn Bóyáng; * 3. Oktober 1997 in Harbin) ist ein chinesischer Eiskunstläufer, der im Einzellauf startet. Er ist der Vier-Kontinente-Meister von 2018 und vertrat China bei den Olympischen Winterspielen 2018 und 2022.

## Karriere

### Saison 2015/16
Jin stieß in der Saison 2015/16 in die Weltspitze der Senioren vor. Mit jeweils zweiten Plätzen bei der NHK Trophy und dem Cup of China qualifizierte er sich erstmals für das Grand-Prix-Finale. Dort erreichte er den fünften Platz. Beim Cup of China hatte Jin als erster Eiskunstläufer eine Vierfach-Lutz-Dreifach-Toeloop-Kombination in einem Wettbewerb gestanden.
In das Jahr 2016 ging Jin bereits zum dritten Mal in Folge als amtierender chinesischer Meister. Er debütierte daraufhin bei den Vier-Kontinente-Meisterschaften und gewann auf Anhieb die Silbermedaille. Dabei stellte er einen Rekord auf, indem er für seine Vierfach-Lutz-Dreifach-Toeloop-Kombination mit 19,76 Punkten die höchst erzielte Punktzahl für ein einzelnes Element im Eiskunstlauf bekam. Zudem stellte er persönliche Punktebestleistungen in Kurzprogramm (98,45), Kür (191,38) und Gesamtleistung (289,83) auf.

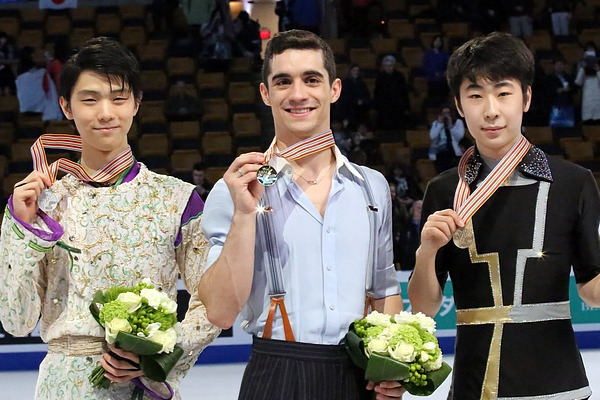
Jin Boyang (rechts) als Bronzemedaillist auf dem Podium der WM 2016

Ende März folgte Jins Debüt bei den Weltmeisterschaften in Boston. Sein Kurzprogramm wies mit 50,73 den höchsten Basiswert aller Teilnehmer auf. Mit der Vierfach-Lutz-Dreifach-Toeloop-Kombination beinhaltete es das Element mit dem höchsten Basiswert (17,90) aller im Kurzprogramm gezeigter Elemente. Daneben stand er einen vierfachen Toeloop als Einzelsprung.
Aufgrund von Unsauberkeiten gab es jedoch für beide Elemente eine negative Bewertung im Grad der Ausführung (GOE). Jin belegte daher den fünften Rang im Kurzprogramm. Auch die Kür des Chinesen wies mit 103,10 den deutlich höchsten Basiswert aller Teilnehmer auf. Sie beinhaltete vier Vierfachsprünge, so viele wie nie zuvor in einer Eiskunstlauf-Kür.
Jin stand alle Sprünge und wurde damit der erste Eiskunstläufer, der insgesamt sechs Vierfachsprünge in einem Wettbewerb erfolgreich landete, dies jedoch mit unsauberen Landungen, insbesondere beim vierfachen Lutz, Salchow und Toeloop. Daher gab es keine nennenswerten Pluspunkte im Grad der Ausführung (GOE).
Dazu verlor er in den Programmkomponenten erwartungsgemäß zahlreiche Punkte. Dennoch reichte dies, um sich vom fünften Rang auf den Bronzerang vorzuarbeiten.
Boyang Jin gelang damit bei seiner ersten Weltmeisterschaft sofort der Sprung auf das Podium. Es war die erste Medaille für einen Chinesen in der Herrenkonkurrenz bei Eiskunstlauf-Weltmeisterschaften.

### Saison 2016/17
Die Saison begann für Jin ungleich schlechter als seine Debütsaison. So gelang es ihm mit einem zweiten Platz beim Cup of China und einem fünften Platz bei Skate America nicht, sich für das Grand-Prix-Finale zu qualifizieren. Bei den Vier-Kontinente-Meisterschaften belegte er den fünften Platz.

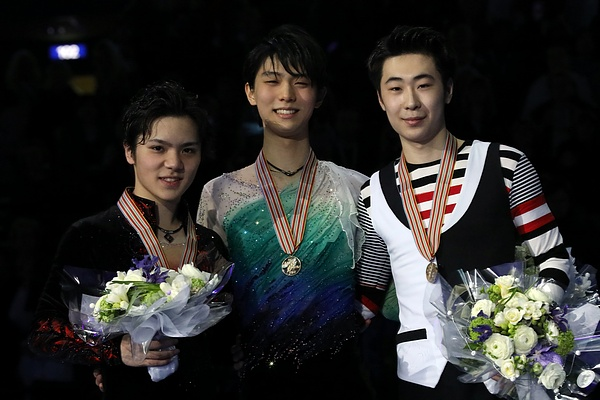
Jin Boyang (rechts) als Bronzemedaillist auf dem Podium der WM 2017

Bei der Weltmeisterschaft in Helsinki präsentierte sich der Chinese allerdings wieder in gewohnter Stärke. So zeigte er sein bestes Kurzprogramm der Saison zum Spiderman-Thema. Es enthielt eine Vierfach-Lutz-Dreifach-Toeloop-Kombination, einen dreifachen Axel sowie einen vierfachen Toeloop. Damit steigerte er seine Punktebestleistung in diesem Segment auf 98,64 Punkte und platzierte sich im technisch hochwertigsten Wettbewerb der Eiskunstlaufgeschichte vorerst als Vierter. Seine Kür zu La Strada – Das Lied der Straße von Nino Rota eröffnete Jin mit einem beeindruckend hohen und sauberen vierfachen Lutz gefolgt von einem vierfachen Salchow. Es folgten im Verlaufe der Kür zwei weitere Vierfachsprünge, beide Toeloops, davon einer in Kombination mit einem doppelten Toeloop. Daneben gelangen ihm sechs Dreifachsprünge. Jin zeigte sich auch in den Programmkomponenten verbessert. Damit durchbrach der Chinese erstmals in seiner Karriere die 200-Punkte-Marke in der Kür (204,94) und die 300-Punkte-Marke in der Gesamtwertung (303,58). Am Ende konnte Jin dadurch noch die nach dem Kurzprogramm vor ihm platzierten Javier Fernández und Patrick Chan abfangen, sodass es für ihn noch zum Sprung auf das Podium reichte. Wie im Vorjahr gewann Jin die Bronzemedaille. Er zeigte sich sehr zufrieden über seine Leistung inmitten der sprungstarken Konkurrenz. Dabei war es Jin Boyang selbst, der 2015 die neue Ära der Vierfachsprünge eingeleitet hatte, die sich bei dieser Weltmeisterschaft erstmals in voller Breite zeigte.

### Saison 2017/18
Durch einen zweiten Platz beim Cup of China und einen vierten Platz bei Skate America qualifizierte sich Jin für das Grand-Prix-Finale. Er war allerdings schon mit einer Fußverletzung in den Cup of China gegangen und konnte aufgrund dieser sich verschlimmernden Verletzung nicht am Grand-Prix-Finale teilnehmen. Auch zu den chinesischen Meisterschaften konnte er nicht antreten.
Bei den Vier-Kontinente-Meisterschaften zeigte sich Jin Ende Januar wieder genesen. Im Kurzprogramm durchbrach er erstmals in seiner Karriere die 100-Punkte-Marke und in der Kür einmal mehr die 200-Punkte-Marke, sodass er mit über 300 Punkte am Ende dem nach dem Kurzprogramm führenden Shōma Uno noch die Goldmedaille streitig machen konnte und erstmals einen Titel bei einer großen Meisterschaft errang. Es war der insgesamt zweite Sieg eines Chinesen im Einzellauf bei den Vier-Kontinente-Meisterschaften nach Li Chengjiang im Jahr 2001.
Bei seinen ersten Olympischen Spielen zeigte Jin in Pyeongchang sowohl in Kurzprogramm als auch in der Kür starke Leistungen. In seinem Kurzprogramm zur Musik von Tiger and Dragon landete er erfolgreich eine Vierfach-Lutz-Dreifach-Toeloop-Kombination sowie als Einzelsprünge einen vierfachen Toeloop und einen dreifachen Axel. Seine weiteren Elemente wurden durchweg mit dem höchstmöglichen Schwierigkeitsgrad Level 4 bewertet. Dies brachte ihm eine neue persönliche Punktebestleistung von 103,32 Punkten und den vorläufigen vierten Platz ein. In der Kür zur Musik von Star Wars stand Jin einen vierfachen Lutz, einen vierfachen Salchow, eine Vierfach-Dreifach-Toeloop-Kombination sowie sechs dreifache Sprünge. Einzig beim vierfachen Toeloop als Einzelsprung stürzte er. Mit 194,45 Punkten gelang ihm damit die fünftbeste Kür des Feldes. Insgesamt verfehlte er am Ende mit 297,77 Punkten als Vierter bei seinem Olympiadebüt knapp das Podium und damit die Olympiamedaille. Seine Platzierung bedeutete dennoch die beste eines Chinesen im Einzellauf der Herren in der olympischen Geschichte.
Bei der Weltmeisterschaft in Mailand zeigte der in Abwesenheit von Olympiasieger Yuzuru Hanyū und Javier Fernández mitfavorisierte Jin zunächst ein gutes Kurzprogramm, bei dem allerdings nicht unumstritten sein vierfacher Toeloop, bei dem er der Bande beträchtlich nahegekommen war, nachträglich als unterrotiert gewertet wurde. So ging er nur als Vierter in die Kür. Dort sprang der bislang in dieser Saison konstant laufende Chinese wieder sehr nah an der Bande ab und stürzte bei sämtlichen seiner vierfachen Sprünge und machte weitere schwerwiegende Fehler, die ihm am Ende ganze neun Punkte Abzug brachten und ihn durch die zweitschlechteste Kür des Feldes noch auf den 19. Platz zurückfielen ließen. Jin kommentierte das desaströse Abschneiden in der Kür anschließend mit einem Lächeln.

### Saison 2018/19
In der Saison 2018/19 trat Jin mit einem Kurzprogramm zu While My Guitar Gently Weeps und einer Kür zu Musik von Alberto Iglesias aus dem Film Sprich mit ihr und von Vicente Amigo an. Er erreichte in der Grand-Prix-Serie einen neunten und einen fünften Platz. Bei den Chinesischen Meisterschaften gewann er zum fünften Mal den Meistertitel. Bei den Vier-Kontinente-Meisterschaften 2019 gewann der die Silbermedaille. Bei den Weltmeisterschaften 2019 in Saitama lag Jin nach dem Kurzprogramm auf Platz 9 und konnte sich mit seiner deutlich stärkeren Kür auf den 5. Gesamtrang verbessern.

### Saison 2019/20
Die Saison 2019/20 brachte Jin seine erste Goldmedaille in der Grand-Prix-Serie ein, die er beim Cup of China gewann. Kombiniert mit seinem sechsten Platz bei Skate America qualifizierte er sich zum dritten Mal für das Grand-Prix-Finale, in dem er den fünften Platz belegte. Bei den Vier-Kontinente-Meisterschaften 2020 erreichte er den vierten Platz. Für die Weltmeisterschaften 2020 war Jin angemeldet, der Wettbewerb wurde aber aufgrund der COVID-19-Pandemie abgesagt.

### Saison 2020/21
Auch in der Saison 2020/21 fielen zahlreiche Wettbewerbe aus, darunter die Vier-Kontinente-Meisterschaften. Beim Cup of China, der in diesem Jahr aufgrund der pandemiebedingten Reisebestimmungen ausnahmsweise als nationaler Wettbewerb ausgetragen wurde, konnte Jin seinen Titel verteidigen und seine zweite Goldmedaille gewinnen. Mitten in der Saison veränderte Jin sein Trainingsteam und arbeite von da an teilweise mt Brian Orser und Tracy Wilson zusammen, auch wenn zunächst nur eine Online-Betreuung möglich war. Bereits 2018 hatte Jin erwogen, sich Orser und Wilson im Toronto Cricket, Skating & Curling Club anzuschließen, war aber letztlich bei seinem Training in China geblieben. Bei den folgenden Weltmeisterschaften im Jahr 2021 konnte sich Jin aufgrund von zahlreichen Fehlern in beiden Programmen nur auf dem 22. Gesamtrang platzieren, deutlich hinter seinem Teamkollegen Yan Han, der 13. wurde. Ihr gemeinsames Ergebnis reichte nur für einen Quotenplatz für die Olympischen Winterspiele 2022 in Beijing.

### Saison 2021/22
In der folgenden Saison erhielt Jin nur eine Einladung in die Grand-Prix-Serie. Beim Gran Premio d’Italia, der 2021 den pandemiebedingt abgesagten Cup of China ersetzte, belegte Jin den siebten Platz. Da Yan Han zu diesem Zeitpunkt seine Karriere faktisch beendet hatte, war Jin der höchstgerankte chinesische Einzelläufer und erhielt den Startplatz bei den Olympischen Winterspielen 2022. Für seine zweite olympische Saison wählte Jin wie auch schon 2017/2018 ein Kurzprogramm zur Filmmusik von Tiger and Dragon und eine Kür zu Musik von Joaquín Rodrigo und Maurice Ravel in einer Aufnahme von Milos Karadaglic, beide choreografiert von Lori Nichol. Bei den Olympischen Spielen nahm Jin gemeinsam mit Zhu Yi, den Paaren Sui Wenjing/Han Cong und Peng Cheng/Jin Yang sowie dem Eistanzpaar Wang Shiyue/Liu Xinyu am Teamwettbewerb teil. Als einziger männlicher Einzelläufer aus China startete er in beiden Programmen. Er belegte im Kurzprogramm Platz 6, in der Kür Platz 4. Das chinesische Team erreichte insgesamt den fünften Platz. Im individuellen Wettbewerb erreichte Jin im Kurzprogramm Platz 11. Durch seine Kür, in der er den achten Platz erreichte, konnte er sich auf den neunten Gesamtrang verbessern.
Nach den Olympischen Spielen wurde dem gesamten chinesischen Olympiateam eine dreiwöchige Quarantäne verordnet, weshalb Jin nicht an den Weltmeisterschaften 2022 teilnehmen konnte.

### Saison 2022/23
Zur Saison 2022/23 gelang es Jin schließlich nach zahlreichen rechtlichen und logistischen Hindernissen, seinen Haupttrainingsstandort nach Kanada zu Orser und Wilson zu verlegen. Als Programmmusik wählte er Seven Nation Army für sein Kurzprogramm; für die Kür wählte er This von Ed Sheeran. Die Choreografien erstellten anders als zuvor Joey Russell und David Wilson. Jin erhielt zwei Einladungen in die Grand-Prix-Serie, musste aber beide aufgrund einer Verletzung absagen. So startete er erst mit den Vier-Kontinente-Meisterschaften 2023 in die Saison.

## Ergebnisse

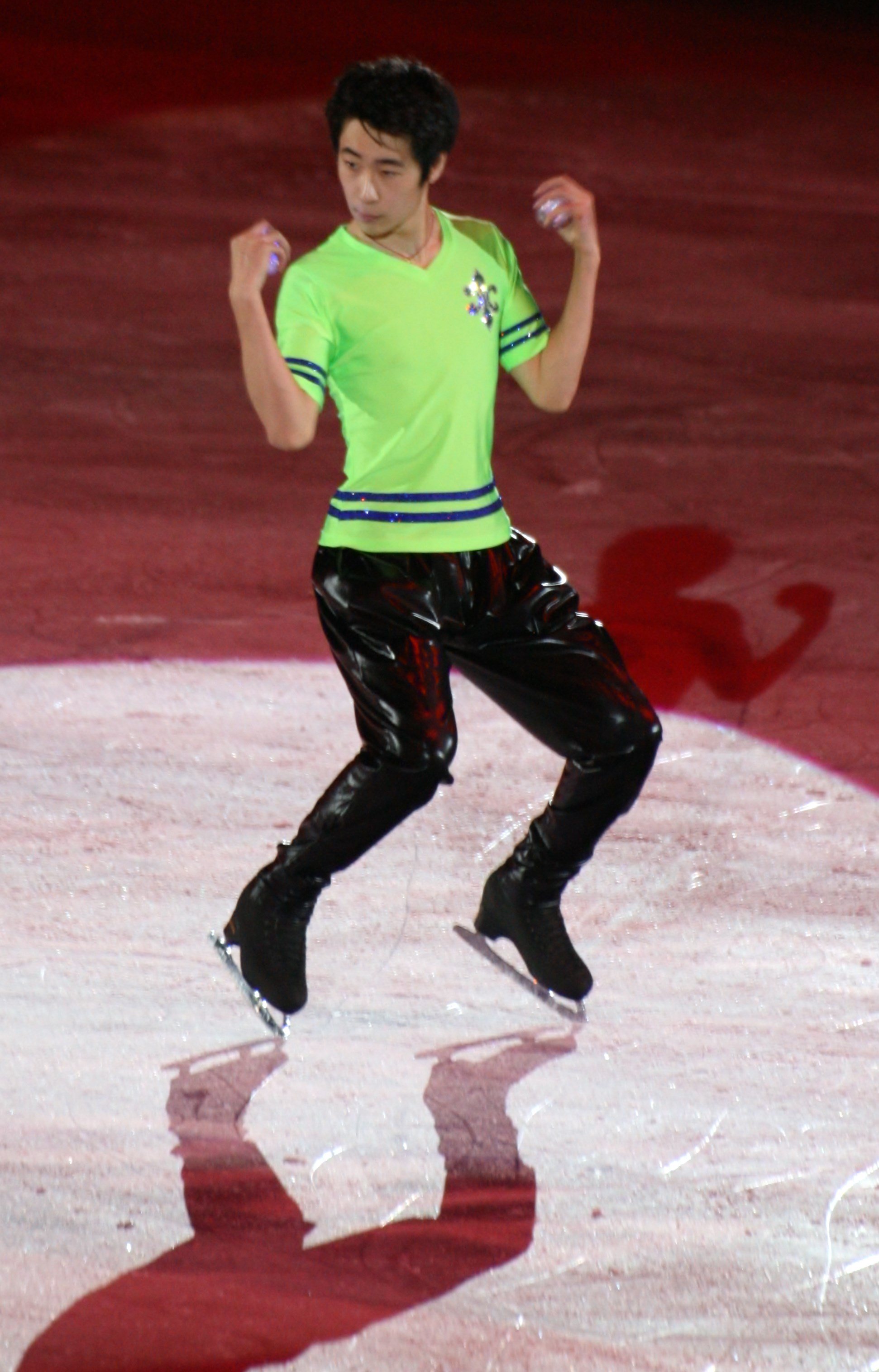
Jin Boyang beim Schaulaufen 2015

| Meisterschaft / Jahr            | 2013  | 2014  | 2015  | 2016  | 2017  | 2018  | 2019  | 2020  | 2021  | 2022  | 2023  | 2024  |
| ------------------------------- | ----- | ----- | ----- | ----- | ----- | ----- | ----- | ----- | ----- | ----- | ----- | ----- |
| Olympische Winterspiele         |       |       |       |       |       | 4.    |       |       |       | 9.    |       |       |
| Weltmeisterschaften             |       |       |       | 3.    | 3.    | 19.   | 5.    |       | 22.   |       | 22.   |       |
| Vier-Kontinente-Meisterschaften |       |       |       | 2.    | 5.    | 1.    | 2.    | 4.    |       |       | 7.    |       |
| Juniorenweltmeisterschaften     | 4.    | 6.    | 2.    |       |       |       |       |       |       |       |       |       |
| Chinesische Meisterschaften     | 3.    | 1.    | 1.    | 1.    | 1.    | Z     | 1.    |       |       |       |       |       |
| Grand-Prix-Wettbewerb / Saison  | 12/13 | 13/14 | 14/15 | 15/16 | 16/17 | 17/18 | 18/19 | 19/20 | 20/21 | 21/22 | 22/23 | 23/24 |
| Grand-Prix-Finale               |       |       |       | 5.    |       | Z     |       | 5.    |       |       |       |       |
| Cup of China                    |       |       |       | 2.    | 2.    | 2.    |       | 1.    | 1.    |       |       | 7.    |
| Gran Premio D’Italia            |       |       |       |       |       |       |       |       |       | 7.    |       |       |
| Helsinki                        |       |       |       |       |       |       | 5.    |       |       |       |       |       |
| Internationaux de France        |       |       |       |       |       |       | 9.    |       |       |       |       | 8.    |
| NHK Trophy                      |       |       |       | 2.    |       |       |       |       |       |       | Z     |       |
| Skate America                   |       |       |       |       | 5.    | 4.    |       | 6.    |       |       |       |       |
| Skate Canada                    |       |       |       |       |       |       |       |       |       |       | Z     |       |

Z = Zurückgezogen